# Хансен, Петур Ханс (1968)
Пе́тур Ханс Ха́нсен (фар. Petur Hans Hansen; род. 31 августа 1968 года в Тофтире, Фарерские острова) — фарерский футболист, выступавший за клуб «Б68».

## Карьера
Воспитанник тофтирского «Б68». Первую игру в чемпионате Фарерских островов сыграл 13 июня 1987 года, это была встреча первого круга против столичного «ХБ». 13 сентября в поединке второго круга турнира с «ХБ» Хансен забил первый гол в карьере. Всего в своём дебютном сезоне провёл 8 матчей в высшей фарерской лиге, отметившись двумя забитыми мячами. В 1988 году сыграл в двух матчах первенства, где забил 1 гол, параллельно выступая за дублирующий состав тофтирцев в первом дивизионе. В сезоне-1989 забил два мяча в 7 встречах чемпионата. Последний матч в карьере сыграл 24 сентября 1989 года, отметившись голом в поединке с «Б36». Затем ушёл из футбола и переехал на постоянное место жительства в Исландию.

## Статистика выступлений
| Выступление      | Выступление      | Выступление      | Лига | Лига | Кубки | Кубки | Еврокубки | Еврокубки | Прочие | Прочие | Итого | Итого |
| Клуб             | Лига             | Сезон            | Игры | Голы | Игры  | Голы  | Игры      | Голы      | Игры   | Голы   | Игры  | Голы  |
| ---------------- | ---------------- | ---------------- | ---- | ---- | ----- | ----- | --------- | --------- | ------ | ------ | ----- | ----- |
| Б68              | Премьер-лига     | 1987             | 8    | 2    | 0     | 0     | 0         | 0         | 0      | 0      | 8     | 2     |
| Б68              | Премьер-лига     | 1988             | 2    | 1    | 0     | 0     | 0         | 0         | 0      | 0      | 2     | 1     |
| Б68              | Итого            | Итого            | 10   | 3    | 0     | 0     | 0         | 0         | 0      | 0      | 10    | 3     |
| → Б68 II         | Первый дивизион  | 1988             | 2    | 2    | 0     | 0     | 0         | 0         | 0      | 0      | 2     | 2     |
| → Б68 II         | Первый дивизион  | 1989             | 4    | 2    | 0     | 0     | 0         | 0         | 0      | 0      | 4     | 2     |
| → Б68 II         | Итого            | Итого            | 6    | 4    | 0     | 0     | 0         | 0         | 0      | 0      | 6     | 4     |
| Б68              | Премьер-лига     | 1989             | 7    | 2    | 0     | 0     | 0         | 0         | 0      | 0      | 7     | 2     |
| Б68              | Итого            | Итого            | 7    | 2    | 0     | 0     | 0         | 0         | 0      | 0      | 7     | 2     |
| Всего за карьеру | Всего за карьеру | Всего за карьеру | 23   | 9    | 0     | 0     | 0         | 0         | 0      | 0      | 23    | 9     |